# Charing Cross
Charing Cross er et område i City of Westminster i det centrale London. 
Charing "et sving i floden" var en lille landsby. Her rejste Edvard 1. et af eleanorkorsene til minde om sin hustru Eleanor af Castilien; 12 kors blev rejst, hvor hendes kiste stod natten over under ligfærden fra Lincolnshire til Westminster. Et victoriansk kors, som er både større og mere ornamentalt end originalen, står uden for Charing Cross station. Det nye kors blev tegnet af Edward Middleton Barry. Det oprindelige stod, hvor der i dag står en statue af Karl 1. af England. 
Alle afstande til London måles fra et punkt i Charing Cross. Det er markeret med en plakette lige ved Trafalgar Square. 